# La Scène capitale
La Scène capitale est un ensemble de deux récits (La Victime et Dans les Années profondes) publié par Pierre Jean Jouve en 1935. Par la suite les deux récits furent regroupés avec les textes des Histoires sanglantes de 1932.